# Hans Orsolics
Johann « Hans » Orsolics est un boxeur autrichien né le 14 mai 1947 à Neuberg im Burgenland. Le reste de sa vie est d'abord caractérisé par une forte descente sociale avant qu'il ne puisse retrouver une existence sûre.

## Biographie

### Enfance
Johann « Hans » Orsolics vient d'un milieu pauvre, ses parents sont Johann et Aloisia Orsolics. Après les premières années de vie dans le quartier de Kaisermühlen à Vienne, il grandit avec ses trois frères et sœurs dans un petit appartement de gardien d'une pièce dans l'arrondissement d'Ottakring. Bagarreur et tyran dès son plus jeune âge, malgré sa constitution chétive, il commence la boxe. À douze ans, il subit son premier coma éthylique. Mauvais à l'école, il fait un apprentissage de ramoneur.

### Carrière sportive
Orsolics commence la boxe à douze ans et devient champion junior d'Autriche à 16 ans. Il est pris par l'entraîneur de boxe Karl Marchart et commence sa carrière professionnelle le 30 juillet 1965 avec une victoire par KO au premier tour contre Mario Batzu. Il remporte ses sept combats suivants prématurément par KO, notamment contre l'ancien champion belge Pierre Tirlo et l'ancien champion allemand Karl Furcht. Il subit sa première défaite le 7 juin 1966 par KO technique au quatrième round contre le Finlandais Jarmo Bergloef, qui avait réussi à faire match nul lors de son dernier combat face à l'ancien champion du monde Joe Brown. Cependant, Orsolics remporte le match revanche six mois plus tard par une victoire aux points. Avant son premier combat en Championnat d'Europe, il bat deux autres adversaires, dont l'ancien multiple champion d'Allemagne Klaus Jacoby.
Le 6 juin 1967, il boxe pour le titre de champion d'Europe de l'European Boxing Union (EBU) chez les poids super-légers et remporte le titre devant environ 9 000 spectateurs dans la Wiener Stadthalle par une victoire aux points contre l'Allemand Conny Rudhof. À un peu moins de 20 ans, il est le plus jeune tenant du titre européen et ramène un titre en Autriche pour la première fois en 17 ans après Joschi Weidinger.
Le 12 septembre 1967, il garde son titre par KO au round 11 contre le multiple champion d'Espagne et ancien champion d'Europe Juan Albornoz. L'Espagnol subit une fracture du nez et de la pommette. Le match revanche choisi volontairement par Orsolics le 5 décembre se solde par une égalité, permettant à Orsolics de conserver son titre. Fin décembre 1967, il arrive troisième lors du vote pour "Sportif autrichien de l'année" (derrière Emmerich Danzer et Reinhold Bachler). Le 7 mai 1968, il perd sa ceinture de champion d'Europe lors de la troisième défense du titre face à l'Italien Bruno Arcari. Orsolics est retiré de manière controversée du combat par l'arbitre écossais au round 12 en raison d'une coupure à l'œil.
Sept victoires consécutives, dont cinq par KO, lui donnent une autre chance de remporter le titre européen de l'UER, cette fois dans la catégorie de poids supérieure, les poids welters. Il remporte ce titre le 25 septembre 1969 par KO au quatrième round contre le Français Jean Josselin et est ainsi à nouveau champion d'Europe. Sa victoire sur Josselin, qui n'avait jamais perdu en 65 combats professionnels, est considérée comme le meilleur combat de sa carrière et, selon Orsolics, est la seule dans laquelle il montre son talent souvent manqué.
Après une première défense de titre le 26 janvier 1970 contre le champion allemand Klaus Klein, il bat dans une autre défense de titre le 9 avril 1970 Carmelo Bossi aux points et est ainsi numéro un mondial chez les poids welters.
Alors qu'un combat contre le champion du monde José Nápoles avait déjà été largement négocié et était prévu pour le 20 novembre 1970 à Vienne, la direction d'Orsolics décida, pour des motifs discutables, d'organiser un combat test contre l'ancien champion du monde américain Eddie Perkins.
Ce combat a lieu le 3 septembre 1970 avec la lourde défaite par KO d'Orsolics au quatrième tour, ce qui détruit tous les plans de championnat du monde et devient le tournant de sa carrière. Car seulement deux mois et demi plus tard, pas encore remis de la défaite face à Perkins, il perd son titre européen le 20 novembre 1970 malgré une belle prestation face à l'Anglais Ralph Charles par un KO au douzième round. Cependant, l'entourage d'Orsolics proteste contre l'issue du combat, car le coup décisif serait venu après une demande de suspension de l'arbitre, sur quoi les deux boxeurs auraient dû reculer d'un pas. Cependant, l'Union européenne de boxe rejette la protestation, car l'arbitre nie une telle commande. Au moment de la défaite, Orsolics était clairement en tête aux points.
Trois tentatives pour reconquérir le titre, cette fois chez les poids moyens légers, échouent dans les années suivantes. Le 15 mars 1973, il perd contre l'Italien Juan Carlos Durán aux points, ce qui, selon de nombreux observateurs, fut une erreur de jugement manifeste. Le 1er février 1974, le combat contre le Français Jacques Kechichian se termine par une défaite par abandon au neuvième round, Orsolics amenant Kechichian au bord d'un KO plus tôt dans le combat mais ne parvenant pas à suivre de manière décisive. Une autre défaite contre José Manuel Durán le 5 novembre 1974 signifie la fin de la carrière de boxeur d'Orsolics.
Les points forts d'Orsolics furent son remarquable talent de boxeur, ses bons réflexes et son énorme combativité. Le principal point faible était l'incapacité de donner le coup de grâce décisif à un adversaire déjà battu, ce qui parfois même conduit à l'accusation qu'Orsolics était trop mou pour la boxe. Il avait souvent du mal à apporter le poids de combat. Comme on l'a su plus tard, il souffrait également d'un problème d'alcool de plus en plus grave.

### Descente sociale
À la fin de sa carrière de boxeur professionnel à 28 ans, Orsolics voit sa fortune être détournée par des gens en qui il fit confiance. Il se lance dans la gastronomie et ouvre son auberge "Zum Rauchfangkehrer" dans la Goldschlagstraße dans le 15e arrondissement (Rudolfsheim-Fünfhaus). Cependant, un manque d'expérience dans ce domaine et une dépendance croissante à l'alcool le font sombrer dans la faillite avec le restaurant. Les dettes avec les demandes fiscales supplémentaires du bureau des impôts et les coûts du divorce avec sa première femme se transforment en une charge de la dette qu'Orsolics ne peut plus faire face seul. De plus, il est de plus en plus impliqué dans des bagarres (souvent après provocation et/ou sous l'emprise de l'alcool). Au total, il est condamné 14 fois et passe 846 jours en prison. Orsolics, qui avait également d'énormes problèmes psychologiques, doit vivre de l'aide sociale et n'est sauvé de l'itinérance qu'en pouvant vivre dans la maison de son père dans le Burgenland.

### Retour
En 1986, le revirement social vient d'un documentaire conçu par le présentateur sportif de l'ORF et expert en boxe Sigi Bergmann, avec qui il est ami depuis l'âge de 20 ans, dans lequel les grands succès d'Orsolics sont comparés à sa situation morne, ce qui déclenche une multitude de réactions et une vague d'entraide. La plus réussie est l'offre de l'auteur-compositeur-interprète viennois Charly Kriechbaum, qui fournit à Orsolics une chanson écrite sous l'influence du documentaire télévisé, qui décrit en détail la situation de l'ex-boxeur. Le single Mei potschertes Leben qui émeut en raison de la sincérité d'Orsolics, malgré le manque de compétences vocales, est numéro un du hit-parade autrichien, il est si lucratif qu'Orsolics réussit, avec les revenus des concerts dans les discothèques, ainsi qu'un LP ultérieur Come Back, à rembourser une grande partie de ses dettes.
Sigi Bergmann lui trouve un emploi comme magasinier dans l'imprimerie interne de l'ORF à la fin des années 1980, où il travaille malgré une invalidité totale jusqu'à ce qu'il doit soigner son cancer en 2009. Il entre dans l'Anton-Proksch-Institut, réussit un sevrage alcoolique et combat ses problèmes mentaux (entendre des voix, paranoïa et crises de jalousie) sous traitement médical. Un nouveau mariage l'aide.
En 2009, on lui diagnostique un cancer du poumon et on lui retire une tumeur du poumon droit.

## Famille
Hans Orsolics a une fille et vit avec sa seconde épouse Roswitha dans un petit appartement HLM du 12e arrondissement de Meidling à Vienne. En plus de sa femme, sa sœur Erika s'occupe de lui.
Son neveu Mario Orsolics est également boxeur et entraîneur de boxe et se fait connaître en Autriche grâce au docu-feuilleton ATV Das Geschäft mit der Liebe – Frauen aus dem Osten.